# 政治学者
政治学者（せいじがくしゃ、英: Political Scientist、仏:  Politologue, Politiste）は、政治学の研究者である。

## 概要
政治を学術的に研究するという点において政治ジャーナリストや政治評論家と区別される。ただし、純粋に理論的に考察するだけでなく、しばしば現実政治に関わったり、世論に少なからぬ影響を与えたりする政治学者もいるため、政治学者・政治ジャーナリスト・政治評論家の区別が曖昧な場合もある。
大学の教員を政治学者、マスメディアに勤務している者を政治ジャーナリスト、大学やマスメディアに属さずフリーランスで活動している者（個人事務所を設立している者や芸能事務所に所属している者も含む）を政治評論家と便宜的に呼び分けていた。しかし、ジャーナリストから大学の教員になった者もおり、この区別は難しくなっている。